# ريشيكا سانكارا
ريشيكا سانكارا مواليد 14 مايو 1993 في فيجاياوادا، هي لاعبة كرة مضرب هندية تلعب باليد اليمنى. أعلى تصنيف لها في الفردي كان المركز الـ 458 في سنة 2013. أعلى تصنيف لها في الزوجي كان المركز الـ 375 في سنة 2013.

## النهائيات

### الفردي النهائي: 3 (1–2)
| الحصيلة | الرقم | التاريخ       | الدورة           | الأرضية | المنافس في النهائي | النتيجة في النهائي |
| الفوز   | 1.    | 21 مايو 2012  | نيودلهي، الهند   | صلبة    | سيمران كور سيثي    | 6–2, 6–4           |
| الوصافة | 2.    | 1 ديسمبر 2012 | كلكتا، الهند     | صلبة    | كاثرين آيب         | 6–2, 3–6, 3–6      |
| الوصافة | 3.    | 5 مايو 2014   | حيدر آباد، الهند | صلبة    | برارتهانا ثومبار   | 7–6, 4–6, 3–6      |

## روابط خارجية
- ريشيكا سانكارا على موقع رابطة محترفات التنس (الإنجليزية)
- ريشيكا سانكارا على موقع الاتحاد الدولي لكرة المضرب (الإنجليزية)
- ريشيكا سانكارا على موقع كأس بيلي جين كينغ (الإنجليزية)
- ريشيكا سانكارا على موقع خلاصة التنس.كوم (الإنجليزية)
- ريشيكا سانكارا على موقع إي إس بي إن.كوم (الإنجليزية)